# Dubyella
Dubyella là một chi rêu trong họ Fabroniaceae.